# Memoriał Bronisława Idzikowskiego i Marka Czernego 2000
Memoriał im. Bronisława Idzikowskiego i Marka Czernego 2000 – 33. edycja turnieju w celu uczczenia pamięci polskiego żużlowca Bronisława Idzikowskiego i Marka Czernego, który odbył się dnia 26 sierpnia 2000 roku. Turniej wygrał Wiesław Jaguś.

## Wyniki
- Częstochowa, 26 sierpnia 2000
- NCD: Wiesław Jaguś - 67,40 w wyścigu 17
- Sędzia: Henryk Kowalski

| Msc. | Zawodnik                | Klub         | Pkt |             |  |
| ---- | ----------------------- | ------------ | --- | ----------- |  |
| 1    | (15) Wiesław Jaguś      | Toruń        | 14  | (3,3,3,3,2) |  |
| 2    | (1) Sebastian Ułamek    | Gdańsk       | 11  | (2,1,3,2,3) |  |
| 3    | (7) Jacek Gollob        | Gdańsk       | 10  | (0,2,3,3,2) |  |
| 4    | (13) Jacek Krzyżaniak   | Gdańsk       | 10  | (2,2,d,3,3) |  |
| 5    | (5) Tomasz Bajerski     | Gorzów Wlkp. | 9   | (2,3,0,1,3) |  |
| 6    | (6) Mirosław Kowalik    | Toruń        | 9   | (1,3,2,1,2) |  |
| 7    | (10) Andrzej Huszcza    | Zielona Góra | 9   | (3,2,1,2,1) |  |
| 8    | (8) Robert Kościecha    | Toruń        | 8   | (3,3,0,2,0) |  |
| 9    | (3) Grzegorz Rempała    | Rzeszów      | 6   | (0,d,3,3,d) |  |
| 10   | (16) Grzegorz Walasek   | Częstochowa  | 6   | (d,2,1,0,3) |  |
| 11   | (4) Robert Dados        | Grudziądz    | 6   | (3,0,2,d,1) |  |
| 12   | (9) Piotr Świst         | Gorzów Wlkp. | 6   | (2,0,2,2,d) |  |
| 13   | (14) Mariusz Staszewski | Częstochowa  | 5   | (1,1,1,d,2) |  |
| 14   | (2) Artur Pietrzyk      | Opole        | 5   | (1,d,2,1,1) |  |
| 15   | (12) Tomasz Jędrzejak   | Częstochowa  | 5   | (1,1,1,1,1) |  |
| 16   | (11) Tomasz Rempała     | Rzeszów      | 1   | (0,1,0,0,0) |  |
|      | rez. Robert Przygódzki  | Kraków       |     | (ns)        |  |
|      | rez. Eugeniusz Tudzież  | Rybnik       |     | (ns)        |  |

Bieg po biegu
1. [68,07] Dados, Ułamek, Pietrzyk, G.Rempała
2. [67,91] Kościecha, Bajerski, Kowalik, Gollob
3. [67,45] Huszcza, Świst, Jędrzejak, T.Rempała
4. [65,99] Jaguś, Krzyżaniak, Staszewski, Walasek
5. [66,70] Bajerski, Krzyżaniak, Ułamek, Świst
6. [65,99] Kowalik, Huszcza, Staszewski, Pietrzyk
7. [65,43] Jaguś, Gollob, T.Rempała, G.Rempała
8. [66,63] Kościecha, Walasek, Jędrzejak, Dados
9. [66,59] Ułamek, Kowalik, Walasek, T.Rempała
10. [67,41] Jaguś, Pietrzyk, Jędrzejak, Bajerski
11. [66,49] G.Rempała, Świst, Staszewski, Kościecha
12. [67,03] Gollob, Dados, Huszcza, Krzyżaniak
13. [66,03] Gollob, Ułamek, Jędrzejak, Staszewski
14. [66,98] Krzyżaniak, Kościecha, Pietrzyk, T.Rempała
15. [66,64] G.Rempała, Huszcza, Bajerski, Walasek
16. [66,66] Jaguś, Świst, Kowalik, Dados
17. [66,71] Ułamek, Jaguś, Huszcza, Kościecha
18. [66,71] Walasek, Gollob, Pietrzyk, Świst
19. [67,38] Krzyżaniak, Kowalik, Jędrzejak, G.Rempała
20. [67,90] Bajerski, Staszewski, Dados, T.Rempała